# InterCity

Uno dei primi loghi InterCity: quello della tedesca Deutsche Bundesbahn, in uso dal 1971 al 1991

I treni InterCity (spesso indicati dalla sigla IC) sono alcuni servizi passeggeri ferroviari a lunga percorrenza in Europa. Generalmente collegano due grandi stazioni di città diverse, fermandosi in alcune stazioni minori. Si distinguono dai regionali per il fatto che non fermano nelle stazioni di città che non raggiungono un certo numero di abitanti o che non sono di interesse a un gran numero di persone.

## Storia
Il termine è nato nel Regno Unito: l'introduzione nel 1950 di un servizio giornaliero chiamato InterCity che collegava Londra e Birmingham, effettuando alcune fermate intermedie, ha dato origine al termine "InterCity" che letteralmente vuol dire "Tra le città". In seguito, in diversi stati europei si è diffuso per i treni a lunga percorrenza il nome InterCity che è in uso ancora oggi.
Nel 1966 la British Railways introdusse il marchio InterCity per tutte le sue tratte ferroviarie espresse. Dopo la privatizzazione delle ferrovie in Gran Bretagna il termine non è più ufficialmente in uso, anche se è rimane comune tra i britannici.
In Svizzera, l'InterCity ha sostituito SwissExpress, dopo il 1982.

## EuroCity
Una variante internazionale dell'InterCity è costituita dai treni EuroCity, introdotti nel maggio 1987 in seguito agli accordi tra le compagnie ferroviarie dell'allora Comunità Europea, della Svizzera e dell'Austria (aderì nell’UE solo nel 1995), allo scopo di sostituire i precedenti treni categorizzati come Trans Europ Express (TEE).

## L'InterCity nei vari stati europei

### Austria
Le ÖBB austriache effettuano servizi classificati come InterCity. Tuttavia questi servizi sono spesso poco più di treni regionali.

### Belgio
I treni InterCity del Belgio collegano tutte le principali città. Alcuni di loro servono anche destinazioni estere. Sul circuito integrato tra Liegi e Bruxelles (HSL 2) i treni viaggiano anche a 200 km/h.

### Rep. Ceca
In Repubblica Ceca i treni InterCity servono le linee Praga-Ostrava e Praga-Brno-Břeclav raggiungendo una velocità massima di 160 km/h. Nessun supplemento viene applicato sui treni InterCity rispetto a quelli regionali.

### Croazia
I treni InterCity in Croazia collegano le principali città dello stato, Zagabria, Spalato e Osijek. Le carrozze utilizzate sono simili a quelle usate in Germania dalla DB.

### Danimarca
La rete Intercity delle Danske Statsbaner è costituita da treni InterCity e dalla loro versione più veloce, le Lyntog (tradotto letteralmente Treni fulmine), operate con gli stessi treni ma che effettuano meno fermate, raggiungendo velocità massime di 180 km/h. I treni da Copenaghen per Odense, Århus, Ålborg hanno cadenza oraria mentre quelli per destinazioni alternative nello Jutland sono meno frequenti. Questi sono gestiti da IC3 diesel, poiché la maggior parte della rete ferroviaria non è elettrificata. Sono anche utilizzati convogli a trazione elettrica, gestiti da IR4s che collegano Copenaghen a Odense, a Esbjerg e a Sønderborg. Alcuni treni sono composti da unità elettriche e diesel accoppiate tra loro, cosa abbastanza inusuale. Essendo l'unica opzione per percorrere lunghe distanze non ci sono sovrapprezzi per i treni InterCity e Lyntog.

### Finlandia

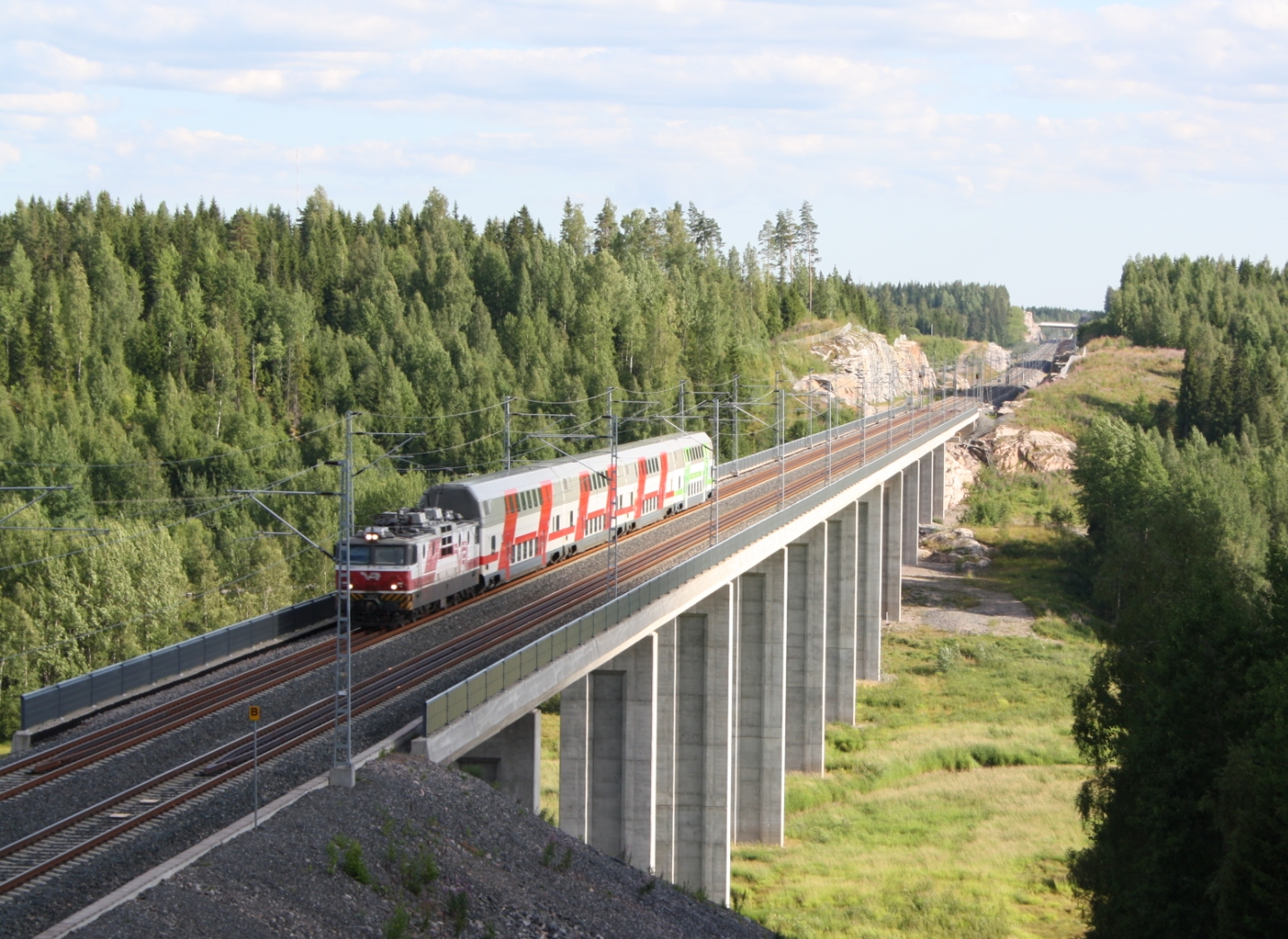
Un InterCity della finlandese VR-Yhtymä Oy composto esclusivamente da carrozze a due piani

In Finlandia, VR-Yhtymä Oy opera con treni InterCity tratte tra le grandi città finlandesi (collegando ad esempio Helsinki con Tampere, Oulu, Rovaniemi, Turku, Iisalmi e Joensuu). Vi è un supplemento rispetto ai normali treni espressi che si basa sulla lunghezza del viaggio. I treni InterCity sono diventati, ormai, lo standard per la società finlandese sulle lunghe distanze in treno ed i loro predecessori, i treni espressi, sono stati gradualmente sostituiti.
VR opera sia con ordinarie carrozze a un singolo piano (IC) che con carrozze a due piani (IC²). Un treno ordinario IC finlandese consiste solitamente di 3 o 4 carrozze a due piani e da 3 a 5 carrozze a un piano solo. Solitamente il treno ha un vagone ristorante. A partire dal 2011, VR ha in programma di acquistare 15 nuove vetture a due piani con ristorante a causa di una forte domanda. Le carrozze a un singolo piano sono dotate di un sistema ventilato per consentire ai passeggeri di fumare sul treno; sulle carrozze a due piani, invece, è fatto divieto di accendere sigarette.
La velocità massima è di 140–160 km/h per i treni composti con carrozze da uno e da due piani. Raggiungono i 200 kilometri all'ora (120 mph) quei convogli dotati di sole carrozze a due piani. Tra i treni che circolano sul territorio finlandese, solo i Pendolino e gli Allegro sono più veloci dei treni InterCity.

### Germania
In Germania, la rete InterCity è stata lanciata nel 1971 per accompagnare ed eventualmente sostituire i treni Trans Europ Express. In un primo momento, i servizi InterCity erano solo di prima classe.
Nel 1978, si è deciso di ampliare la rete di servizi InterCity con carrozze sia di prima che di seconda classe e così il nuovo schema, denominato IC '79 è stato lanciato nel 1979 con il motto Jede Stunde, jede Klasse (Ogni ora, ogni classe) per sottolineare la sua nuova struttura. Un gran numero di carrozze con aria condizionata, le Bpmz 291, è stato costruito per i servizi InterCity, che in un primo momento stavano usando la combinazione di colori TEE. Nel 1985, con molti dei treni TEE spariti e l'introduzione dell'InterRegio, la rete è stata ampliata ancora una volta, portandola a coprire praticamente tutta la zona principale dell'allora Germania Ovest. Ulteriori cambiamenti avvennero dopo la riunificazione tedesca e l'introduzione del InterCityExpress nei primi anni 1990.
Oggi, dopo l'abolizione della InterRegio nel 2002, le tratte a lunga percorrenza in Germania sono operate con treni o InterCity o InterCityExpress. La velocità massima per gli InterCity è di 200 km/h.

### Italia
L'InterCity (IC) in Italia è la categoria di servizio assegnata ai treni costituiti da convogli con velocità massima di 200 km/h che collegano città importanti viaggiando su linee tradizionali (non ad alta velocità) con un numero ridotto di fermate e con la prenotazione obbligatoria del posto a sedere.

### Polonia

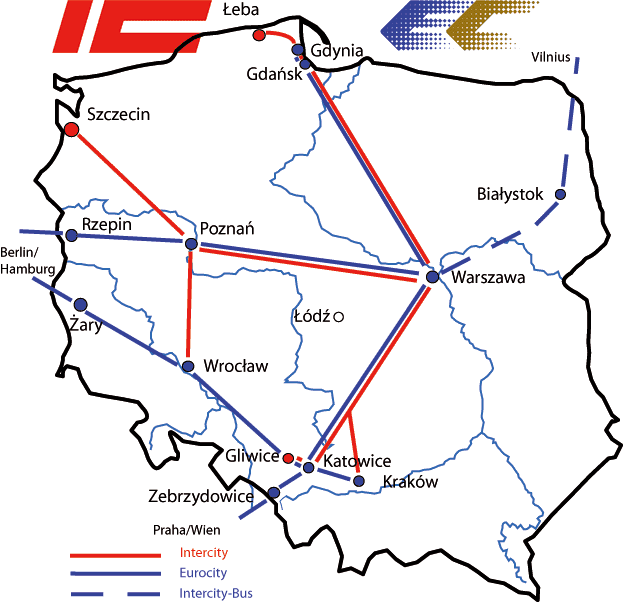
Collegamenti InterCity ed EuroCity in Polonia nel 2007

I primi InterCity in Polonia risalgono al 2001 e fanno parte della preparazione per l'adesione all'Unione europea. I treni InterCity raggiungono Varsavia, Cracovia, Katowice e Gliwice, Breslavia, Poznań, Stettino, Danzica, Gdynia e Łeba. Nel 2009 è stato introdotto il marchio Express InterCity e le categorie di treni Express e InterCity sono state gradualmente eliminate. Treni di PKP Intercity operano con i seguenti marchi: EuroCity (EC), Express InterCity (EIC), Express Intercity Premium (EIP) e Tanie Linie Kolejowe (TLK).

### Regno Unito
Al tempo delle British Railways le prime locomotive a ricevere la livrea InterCity furono le Class 90. Oggi, in Gran Bretagna, con la privatizzazione delle ferrovie, i treni InterCity del Regno Unito sono gestiti da molte delle diverse compagnie ferroviarie, tra cui la National Express East Anglia, la CrossCountry, la First Great Western, la Virgin Trains, la East Coast, la East Midlands Trains, la First Hull Trains e la Grand Central Railways. La maggior parte di queste imprese ferroviarie operano i loro servizi da una delle numerose stazioni di Londra, ad eccezione di CrossCountry, che opera tra Cornovaglia e Scozia.
Se si viaggia transitando da Londra è spesso necessario cambiare stazione: un viaggio da Norwich a Cardiff, ad esempio, richiederebbe un trasferimento dalla stazione londinese di Liverpool Street a quella di London Paddington attraverso la metropolitana di Londra.